# 佩雷緬尼角
佩雷緬尼角（英語：Cape Peremennyy）是南極洲的海岬，位於威爾克斯地，在1955年根據美國海軍拍攝空中照片繪入地圖，由蘇聯探險隊命名，現時由南極條約體系管理。